# Зарандия, Бадри
Ба́дри Зара́ндия (груз. ბადრი ზარანდია; 1967 — 8 января 2003 года, Зугдиди) — грузинский полевой командир и политический деятель, звиадист, один из видных участников гражданской войны в Грузии.

## Биография
Родился в 1967 году.
В начале 1990-х годов во время гражданской войны в Грузии принимал участие в вооружённой борьбе на стороне звиадистов против новой власти во главе с Эдуардом Шеварднадзе, был комендатом Зугдиди.
После поражения звиадистов был арестован, 17 июня 1996 года Верховным судом Грузии был приговорён к смертной казни, в дальнейшем смертная казнь была заменена тюремным заключением, впоследствии президент Грузии Эдуард Шеварднадзе помиловал Зарандию.
В 2002 году вместе со своим бывшим противником, лидером «Мхедриони» Джабой Иоселиани, создал «Союз патриотов Грузии».
Вечером 8 января 2003 года Зарандия погиб в результате взрыва в одном из зугдидских кафе. Убийство вызвало широкий резонанс в Грузии, высказывались различные версии убийства.
Похоронен в Зугдиди.